# Гольдберг, Эмануэль

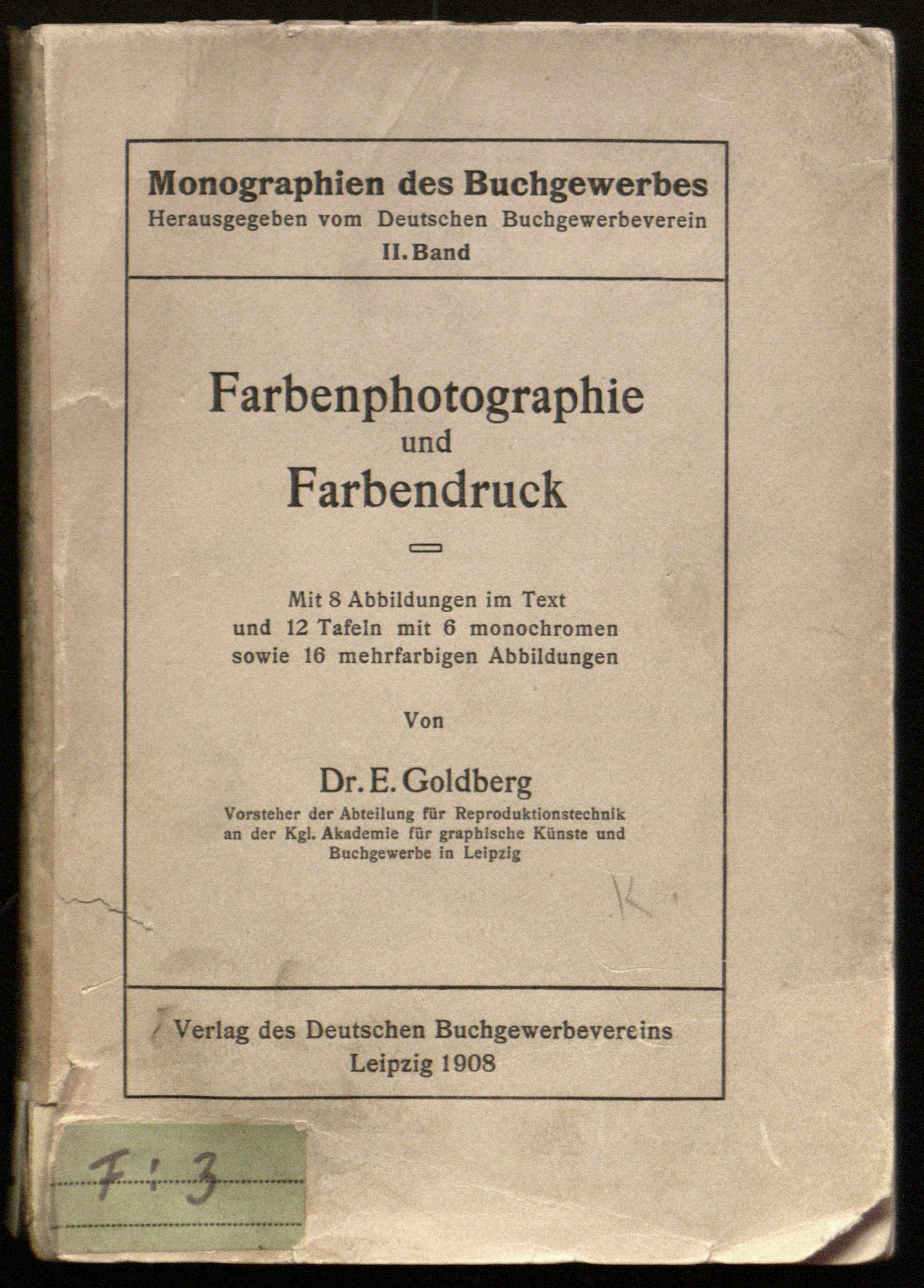
Первый лист издания: «Farbendruck унд Farbenphotographie». Опубликовано 1908 в Лейпциге.

Эмануэль Гольдберг (ивр. עמנואל גולדברג‎; идиш עמנואל גאָלדבערג‎) — немецкий и израильский физик и изобретатель российского происхождения, лауреат государственной премии Израиля в области точных наук. Среди его изобретений микроточка, киносъёмочный аппарат Kinamo, 35-миллиметровый фотоаппарат Contax, поисковая система, и оборудование для сенсиметрии.

## Биография
Гольдберг родился в Москве 31 августа 1881 года (19 августа по старому стилю). Его отца звали Григорий Игнатьевич Гольдберг, он был полковником царских военных медиков, мать Ольга Моисеевна. Рано начав интересоваться инженерией, он изучал химию в Московском университете и нескольких немецких университетах, и остался в Германии после 1904 года из-за антисемитизма в России. В 1906 году он получил Ph.D в Лейпцигском университете за исследования в институте физической химии под руководством Вильгельма Оствальда по кинетике фотохимических реакций. После года в качестве ассистента у Адольфа Мите в фотохимической лаборатории Технического университета Шарлоттенбурга в Берлине он стал главой фотографического отдела Королевской академии графических искусств и книжного дела в Лейпциге, где проработал с 1907 по 1917 год.
В 1917 году Гольдберга нанял Карл Цейс в качестве директора его дочерней компании фотографической продукции Ica (Internationale Camera Aktien Gesellschaft) в Дрездене, где он представил кинокамеру Kinamo. В 1926 году четыре ведущих фотографических фирмы (Contessa, Ernemann, Ica и Goerz), создали «Zeiss Ikon» под руководством Гольдберга, пока он не был похищен фашистами в 1933 году и бежал в Париж. После четырёх лет работы в дочерних компаниях Zeiss во Франции, переехал в Эрец-Исраэль в 1937 году. Там он создал лабораторию, позже названную «Goldberg Instruments», которая называлась Electro-Optical Industries («El-Op») в Реховоте. Уволился в 1960 году, но продолжал исследования до самой смерти. Умер в Тель-Авиве 13 сентября 1970.

## Изобретения
Гольдберг запатентовал улучшенный метод гальванизации цинка на железе в 1902 и опубликованы многочисленные технические документы по улучшению методов печати, уменьшая эффект муара в полутоновой печати, фотогравировку и другие методы. В 1910 году он стал известен благодаря усовершенствованному способу изготовления нейтральных желатиновых закрепителей, который был широко используются в сенситометрии и дензографа, инструмента, который значительно снижает трудоемкость измерения характерных кривых фотоэмульсионного слоя.
В Ика, предвидя растущий рынок любительских и полупрофессиональных фильмов, он разработал чрезвычайно компактную 35 мм кинокамеру, Kinamo, позволяющую производить ручную съёмку.
В Ика и Zeiss Ikon Гольдберг участвовал во многих нововведениях и руководил дизайном известной 35-мм камеры Contax.
Гольдберг был известен своими обширными исследованиями в сенситометрии.
Гольдберг и его бывший учитель Роберт Лютер сыграли важную роль в принятии на Международном конгрессе фотографии в Дрездене в 1931 широко применяемого в Германии национального стандарта светочувствительности фотоматериалов DIN 4512. На том же Конгрессе Голдберг представил свою «Статистическую машину», систему поиска документов, которая использует фотоэффект и распознавание образов для поиска метаданных на микрофильмированных документах (US patent 1,838,389, 29 декабря 1931). Эта технология была использована в виде варианта в 1938 году Вэниваром Бушем в его «быстром выборе микрофильмов», его «сравнении» (для криптоанализа), и была технологическим базисом гипотетического прототипа гипертекстовой системы Мемекс в его эссе 1945 года «As we may think.»

## Прочая деятельность
В Германии Гольдберг был отмечен благодаря образовательным дисплеям на выставках, служил в качестве консультанта по аэрофотосъёмке во время Первой мировой войны, и был консультантом фирмы Carl Zeiss в Йене. В Палестине и Израиле он был занят в качестве консультанта в гражданских и военных сферах.

## Награды
В 1968 году Гольдберг был награждён государственной премией Израиля в области точных наук.

## Личная жизнь
28 июня 1907 Гольдберг женился на Софи Позняк (28 августа 1886 — 10 декабря 1968). У них был сын, Герберт Гольдберг (р. 20 ноября 1914) и дочь Рената Ева (Хава). Хава вышла замуж за Мордехая Гихона в 1948.
В 1990 году Хава Гихон просила реституции собственности в Дрездене, которую Гольдберг, будучи директором Zeiss Ikon купил в 1927 году, но соглашение с владельцем не было одобрено в августе 1995 года.

## Труды

### Избранные публикации
- Goldberg, Emanuel: Beiträge zur Kinetik photochemischer Reaktionen. Dissertation. Universität Leipzig 1906.
- Goldberg, Emanuel: Farbenphotographie und Farbendruck. Verlag des Deutschen Buchgewerbevereins. Leipzig 1908.
- Goldberg, Emanuel: Densograph, ein Registrierapparat zur Messung der Schwärzung von photographischen Platten. In: Eder, Josef Maria (Hrsg.): Jahrbuch für Photographie und Reproduktionstechnik. Knapp. Halle a. S. 1910. S. 226—233.
- Goldberg, Emanuel: The Densograph. In: British Journal of Photography. 57 (26. Aug. 1910), S. 649—651.
- Goldberg, Emanuel: A new process of micro-photography. British Journal of Photography. 73 (13 August 1910) 462-65.
- Goldberg, Emanuel: Die Herstellung neutral grauer Keile und verlaufender Filter für Photometrie und Photographie. In: Eder, Josef Maria (Hrsg.): Jahrbuch für Photographie und Reproduktionstechnik. Knapp. Halle a. S. 1911. S. 149—155.
- Goldberg, Emanuel: Die Grundlagen der Reproduktionstechnik : In gemeinverständlicher Darstellung. Knapp. Halle a. S. 1912.
- Goldberg, Emanuel: Führer durch die Gruppe Wissenschaftliche Photographie : Internationale Ausstellung für Buchgewerbe und Graphik Leipzig 1914. Knapp. Halle a. S. 1914.
- Goldberg, Emanuel: Wissenschaftliche Photographie. In: Internationale Ausstellung für Buchgewerbe und Graphik Leipzig 1914 : Amtlicher Katalog. Leipzig 1914. S. 160—165.
- Goldberg, Emanuel: Gruppe VIII Reproduktionstechnik. In: Internationale Ausstellung für Buchgewerbe und Graphik Leipzig 1914 : Amtlicher Katalog. Leipzig 1914. S. 185—187.
- Goldberg, Emanuel: Der Aufbau des photographischen Bildes : Teil 1 Helligkeitsdetails. Knapp. Halle a. S. 1922.
- Goldberg, Emanuel: A new process of micro-photography. In: British Journal of Photography. 73 (13. August 1925), S. 462—465.
- Goldberg, Emanuel: Kinematographische Wolkenaufnahmen. In: Photo-Technik. Nr. 7. Zeiss Ikon AG. Dresden 1926. S. 145—148.
- Goldberg, Emanuel: Kinamo S 10. In: Photo-Technik. Nr. 1. Zeiss Ikon AG. Dresden 1929. S. 18-19.
- Goldberg, Emanuel: The retrieval problem in photography. In: Journal of the American Society for Information Science. 43 (4). 1932. S. 295—298.
- Goldberg, Emanuel: Deutscher Vorschlag zur sensitometrischen Normung. In: Eggert, J./Biehler, A. v. (Hrsg.): Bericht über den VIII. Internationalen Kongress für Wissenschaftliche und Angewandte Photographie : Dresden 1931. Barth/Leipzig 1932. S. 100—101.
- Goldberg, Emanuel: Die Grundlagen des Tonfilms. In: Eggert, J./Biehler, A. v. (Hrsg.): Bericht über den VIII. Internationalen Kongress für Wissenschaftliche und Angewandte Photographie : Dresden 1931. Barth/Leipzig 1932. S. 213—214.
- Goldberg, Emanuel: Das Registrierproblem in der Photographie. In: Eggert, J./Biehler, A. v. (Hrsg.): Bericht über den VIII. Internationalen Kongress für Wissenschaftliche und Angewandte Photographie : Dresden 1931. Barth/Leipzig 1932. S. 317—320.
- Goldberg, Emanuel: The retrieval problem in photography (1932). In: Journal of the American Society for Information Science 43 (4): S. 295—298.
- Goldberg, Emanuel: Precision instruments industry. In: Hobman, J. B. (Hrsg.): Palestine’s economic future : A review of progress and prospects. Lund, Humphries and Co. London. 1946. S. 238—243.

### Избранные патенты
- Goldberg, Emanuel: 1903. GB. GB000190207923A. An Improvement in Electrolytically Coating Iron with Zinc.
- Goldberg, Emanuel: 1903. US. US000000733028A. Electrolytically Coating Iron with Zinc.
- Goldberg, Emanuel/Nowicki, Martin: 1926. US. US000001573314A. Enlarging camera.
- Goldberg, Emanuel/Nowicki, Martin: 1928. US. US000001667110A. Film box.
- Goldberg, Emanuel: 1929. US. US000001704189A. Motion-picture camera driven by alpha spring mechanism.
- Goldberg, Emanuel/Fischer, Otto: 1929. US. US000001713277A. Film-spool construction.
- Goldberg, Emanuel: 1929. FR. FR000000657787A. Machine statistique.
- Goldberg, Emanuel: 1929. GB. GB000000288580A. Improvements in or relating to adding, sorting, statistical and like machines.
- Goldberg, Emanuel: 1930. US. US000001747705A. Film-feeding device.
- Goldberg, Emanuel/Fischer, Otto: 1930. US. US000001750401A. Cinematograph camera with clockwork driving mechanism.
- Goldberg, Emanuel: 1930. US. US000001772774A. Cinema camera.
- Goldberg, Emanuel/Fischer, Otto: 1930. US. US000001779468A. Cinematographic camera.
- Goldberg, Emanuel: 1931. US. US000001789679A. Cinematographic camera.
- Goldberg, Emanuel: 1931. US. US000001802598A. Film magazine.
- Goldberg, Emanuel/Fischer, Otto: 1931. US. US000001804500A. Film box.
- Goldberg, Emanuel: 1931. US. US000001830602A. Distance releasing device for moving picture cameras driven by a spring mechanism.
- Goldberg, Emanuel: 1931. US. US000001838389A. Statistical machine.
- Goldberg, Emanuel: 1934. US. US000001973203A. Nipkow disk for television.
- Goldberg, Emanuel: 1939. DE. DE000000670190A. Vorrichtung zum Aussuchen statistischer und buchhalterischer Angaben.
- Goldberg, Emanuel: 1940. DE. DE000000691162A. Statistische Maschine.
- Goldberg, Emanuel: 1940. DE. DE000000697265A. Vorrichtung zum Aussuchen statistischer Angaben.
- Goldberg, Emanuel: 1940. US. US000002225433A. Photographic camera for flexible materials sensitive to light.
- Goldberg, Emanuel: 1953. GB. GB000000690268A. Improvements in or relating to refractometers.
- Goldberg, Emanuel: 1953. US. US000002652744A. Photographic copying apparatus.
- Goldberg, Emanuel: 1955. DE. DE000001706938U. Blendschutzvorrichtung fuer Kraftfahrzeuge.
- Goldberg, Emanuel/Goldberg, Herbert: 1956. US. US000002768553A. Refractometers.
- Goldberg, Emanuel/Goldberg, Herbert: 1961. US. US000002972926A. Refractometers.